# 國道1號 (冰島)
國道1號／環形路是環繞冰島全島的一條國道，它連接了冰島的大多數人口聚集的地方。公路全長約1,339公里，冰島的一些非常著名的旅遊景點都在這條公路經過的區域。這條公路於1974年完工，當年恰逢冰島殖民1100周年紀念。

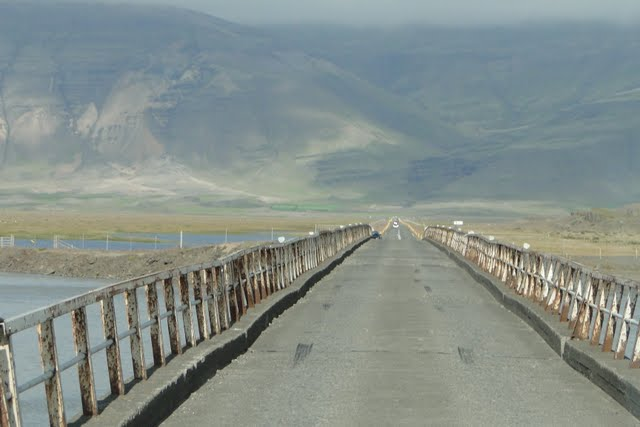
冰島一號國道上的橋樑

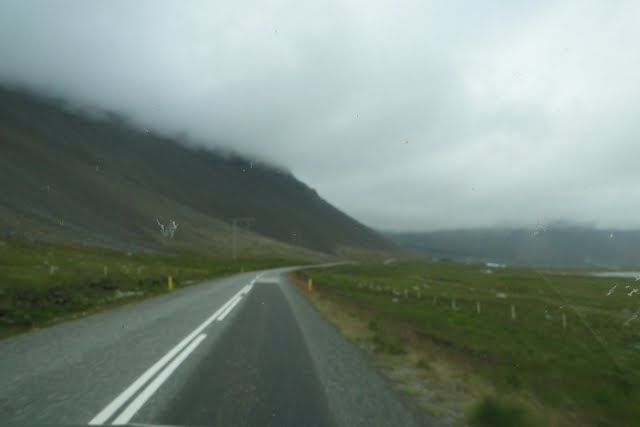
冰岛

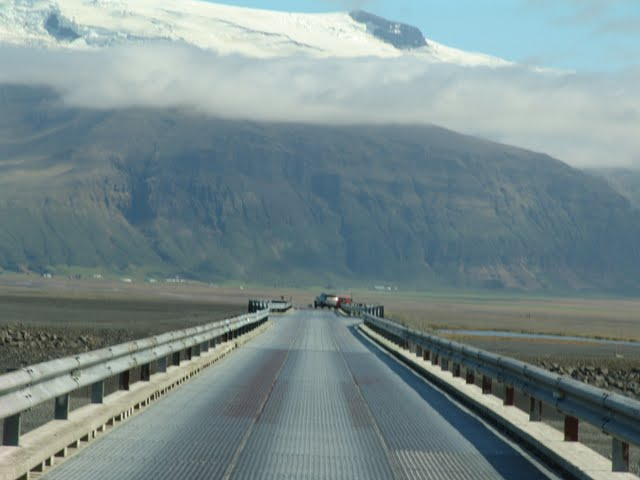
冰岛

這條公路的絕大部份路段都是二車道，每個方向各有一車道。某些大城市中的路段車道數量會增加，在Hvalfjörður隧道中亦是如此。在許多小型橋樑的路段只有一個車道，尤其是在冰島的東部，這些橋樑是由木材或者是鋼材製成。這條公路的大部分路段都為柏油路，然而在冰島的東部亦有一些未經鋪裝的道路。